# 木姜子叶水锦树
木姜子叶水锦树（学名：Wendlandia litseifolia）为茜草科水锦树属下的一个种。